# 沃夫昌斯凱 (瓦西里基夫卡市鎮)
48°9′3″N 36°2′35″E / 48.15083°N 36.04306°E
沃夫昌斯凯（烏克蘭語：Вовчанське），是烏克蘭中部第聶伯羅彼得羅夫斯克州錫內利尼科韋區瓦西里基夫卡市镇的村落。距離赫里霍里夫卡和瓦西里基夫卡3.5公里，處於沃夫恰河畔，2001年人口274。